# Hulstina
Hulstina is een geslacht van vlinders van de familie spanners (Geometridae), uit de onderfamilie Ennominae.

## Soorten
- H. aridata Barnes & Benjamin, 1929
- H. exhumata Swett, 1918
- H. formosata (Hulst, 1896)
- H. grossbecki Rindge, 1970
- H. imitatrix Rindge, 1970
- H. tanycraeros Rindge, 1970
- H. wrightiaria Hulst, 1888
- H. xera Rindge, 1970